# Liste der Bischöfe von Verona
Die folgenden Personen waren Bischöfe des Bistums Verona: 
1. St. Euprepius
2. Dimidriano
3. Simplicio
4. St. Prokulus von Verona († ca. 360)
5. Saturnino
6. Lucillo
7. Cricino
8. Zenon von Verona (–371) (Patron von Verona)
9. Agapito
10. Lucio
11. Siagrio
12. Lupicino
13. Petronio
14. Innozenz
15. Montano
16. Valente (?)
17. Germano
18. Felix
19. Silvino
20. Theodor
21. Concesso I.
22. Verecondo
23. Senatore
24. Solazio (?) (579)
25. Iuniore (589.591)
26. Peter
27. Concesso II.
28. St. Maurus
29. Roman
30. Arborio
31. Valente
32. Clemens
33. Modestus
34. Domenicus (698–712)
35. Andrea (oder Alessandro)
36. Sigibert
37. San Biagio (745–750)
38. Anno (750–780)
39. Egino von Verona
40. Radolt von Verona (803–840)
41. Notingo (840–844)
42. Bilongo (846)
43. Landeric (853)
44. Audone (866)
45. Adelard I. (875–911)
46. Notker (911–928)
47. Hilduin von Mailand (928–931)
48. Rather von Verona (931–um 950; 961–968)[1]
49. Milone (um 950–961; 968–980)
50. Ilderico (987–988)
51. Otbert (992–1008)
52. Ildebrando (1014)
53. Johannes (1016–1037)
54. Walter (1037–1055)
55. Tebaldo I. (1055–1061/63)
56. Adalbert (1063–1069?)
57. Usuardo (1069–1072)
58. Bruno (1072–1076/80)
59. Sigebodo (1080–1092)
60. Valbruno (1095)
61. Wolftrigel (1096–1100/01)
62. Ezelone (1101)
63. Bertold (1102/04–1107)
64. Zufeto (1107–1111)[2]
65. Uberto (1111–?)
66. Bernardo (1124–1135)
67. Tebaldo II. (1135–1157)
68. Omnebonus (1157–1185)
69. Riprando (1185–1188)
70. Adelard II. Cattaneo (1188–1214)
71. Norandino (1214–1224)
72. Albert (1224–1225)
73. Iacopo di Breganz (1225–1254)
74. Gerardo Cossadoca (1255–1259)
75. Manfredo Roberti (1260–1268)
76. Aleardino (1268)
77. Guido della Scala (1268–1270)[3]
78. Temidio (1275–1277)
79. Bartolomeo I. (1277–1290)
80. Pietro I. della Scala (BG) (1291–1295)[4]
81. Buonincontro (1295–1298)
82. Teobaldo III. (1298–1331)
83. Nicolò (1331–1336)
84. Bartolomeo II. della Scala (1336–1338)[5]
85. Matteo De Ribaldis (1343–1348)
86. Pietro de Pino (1348–1349)
87. Giovanni di Naso (1349–1350)
88. Pietro II. della Scala (1350–1387)[6]
89. Adelardo III. (1387–1388)
90. Giacomo de’ Rossi (1388–1406)
91. Angelo Kardinal Barabrigo (1406–1408)
92. Guido Memo (1409–1438)
93. Francesco Kardinal Condulmer (1438–1453)
94. Ermolao Barbaro (1453–1471)
95. Giovanni Kardinal Michiel (1471–1503)
96. Mattia Ugoni (1503)
97. Marco Kardinal Cornaro (1503–1524)
98. Gian Matteo Giberti (1524–1554)
99. Pietro Lippomano (1544–1548)
100. Luigi Lippomano (1548–1558)
101. Agostino Lippomano (1558–1559)
102. Girolamo Trevisani (1561–1562)
103. Bernardo Kardinal Navagero (1562–1565)
104. Agostino Kardinal Valier (1565–1606)
105. Alberto Valier (1606–1630)
106. Marco Giustiniani (1631–1649)
107. Sebastiano Pisani I. (1650–1668)
108. Sebastiano Pisani II. (1669–1690)
109. Pietro Leoni (1690–1697)
110. Giovanni Francesco Barbarigo (1697–1714)
111. Marco Gradenigo (1714–1725)
112. Francesco Trevisani (1725–1732)
113. Giovanni Bragadino (1733–1758)
114. Nicolò Antonio Giustiniani (1759–1772)
115. Giovanni Morosini (1772–1789)
116. Giovanni Andrea Avogadro (1790–1805)
117. Innocenzo Maria Lirutti, O.S.B. (1807–1827)
118. Giuseppe Grasser (1829–1839)
119. Pietro Aurelio Mutti (1841–1851)
120. Giuseppe Luigi Trevisanato (1852–1852) (dann Erzbischof von Udine)
121. Benedetto Riccabona de Reinchenfels (1854–1861) (dann Bischof von Trient)
122. Luigi Kardinal di Canossa (1861–1900)
123. Bartolomeo Kardinal Bacilieri (1900–1923)
124. Girolamo Cardinale (1923–1954)
125. Giovanni Urbani (1955–1958) (dann Patriarch von Venedig)
126. Giuseppe Carraro (1958–1978)
127. Giuseppe Amari (1978–1992)
128. Attilio Nicora (1992–1997)
129. Flavio Roberto Carraro, O.F.M.Cap. (1998–2007)
130. Giuseppe Zenti (2007–2022)
131. Domenico Pompili (seit 2022)